# Флора России
Флора России — совокупность видов растений, встречающихся на её территории и в акваториях пограничных морей. Общее число видов в составе флоры — около 20 тысяч, в том числе 12,5 тысяч видов сосудистых растений. Число эндемиков — около 2700 видов и подвидов. К флоре России иногда относят и микофлору России, в составе которой насчитывается около 11 тысяч видов грибов.
Обобщающим понятием для флоры России и растительности России (совокупности встречающихся на её территории растительных сообществ) является растительный мир России.

## История изучения
Первой крупной работой в области региональной флористики в России является четырёхтомная работа Иоганна Гмелина Flora Sibirica (с лат. — «Флора Сибири», 1747—1759), материалы для которой автор собирал с 1734 по 1742 год. Труд содержит описание 1178 видов растений, в том числе около пятисот новых. Среди других работ XVIII века можно отметить главу, посвящённую описанию растений, в труде С. П. Крашенинникова «Описание Земли Камчатки» (1755) и работы Петра Симона Палласа, посвящённые флорам Урала, Сибири и европейской части России.
П. С. Паллас стал первым учёным, который начал работать над общим сводом растений России — Flora Rossica (с лат. — «Флора России»); ему, однако, удалось издать только две части этого труда, в 1784 и 1788 годах. Вместе с тем, по мнению советского ботаника Евгения Боброва, первой опубликованной флорой России в некотором смысле можно считать перечень растений, озаглавленный Flora Sibirica («Сибирская флора») и составляющий отдельный параграф докторской диссертации Александра Карамышева Dissertatio academica demonstrans Necessitatem promovendae Historiae Naturalis in Rossia («Академическая диссертация, показывающая необходимость развития естественной истории в России»), которую он защитил в Уппсальском университете в 1766 году. Несмотря на заголовок, этот систематический список из 351 вида растений в действительности не имеет особой привязки к Сибири и по сути представляет собой перечень растений, встречающихся в России в целом. Руководителем диссертации Карамышева был сам Карл Линней.
Среди трудов начала XIX века, посвящённых региональным флорам, выделяются работы Г. С. Карелина и И. П. Кирилова по изучению флоры Алтая, труд Н. С. Турчанинова о байкало-даурской флоре Flora baicalensi-dahurica (описаны 1454 вида, в том числе 15 новых родов и 170 новых видов), работы Ф. фон Биберштейна о флоре Кавказа. Биберштейн работал и над составлением общей российской флорой, однако эта работа, Flora Rossica, осталась незаконченной из-за смерти автора.
Первая законченная работа, посвящённая российской флоре в целом, — Flora Rossica (1842—1853), — была выполнена Карлом фон Ледебуром, профессором Дерптского университета; в ней были опубликованы сведения о 6522 видах растений.
К концу XIX века в Российской империи изучение флоры страны вышло на новый уровень, что было связано с накоплением фактических данных и развитием методологических исследований в области исторической флористики; появилась возможность проведения анализа флоры на основе изучения ареалов семейств, родов и видов растений. Академиком С. И. Коржинским, а затем и Н. И. Кузнецовым была высказана идея составления единой «Флоры России». Такая работа до Октябрьской революции так и не была начата, поскольку многие региональные флоры оставались неизученными. Работы по составлению единой флоры государства стали реализовываться только в начале 1930-х годов, когда началась деятельность по подготовке многотомного издания «Флора СССР». Руководил этой работой академик В. Л. Комаров; в 1934 году вышел первый том издания, в 1964 году издание было завершено; всего вышло 30 томов с описанием растений и ещё два тома с указателями.

## Общая характеристика
Вся флора России относится к Голарктическому флористическому царству. Из четырёх подцарств этого царства на территории России представлены три: относительно бедное (в смысле разнообразия видового состава) Бореальное подцарство, к которому относится почти вся территория страны, — и два относительно богатых подцарства, занимающих очень небольшую часть территории: Древнесредиземноморское и Восточноазиатское (иногда этот флористический регион включают в качестве области в состав Бореального подцарства).
По данным Большой российской энциклопедии (2019), в составе флоры России насчитывается 12,5 тысяч видов сосудистых растений, более 6 тысяч видов и экологических форм водорослей, около трёх тысяч видов и форм лишайников, около 1,2 тысячи видов листостебельных мхов, около 350 видов печёночных мхов.
Флора России является достаточно устойчивым образованием: несмотря на большое число растений, включённых в общегосударственную или региональные Красные книги, не только нет достоверных сведений ни об одном аборигенном виде, который бы исчез с территории страны с начала XX века, но и вероятность исчезнования каких-либо видов из флоры России в будущем является весьма малой.
Микофлора России
Микофлора России включает около 11 тысяч описанных видов грибов, при этом оценочное количество до сих пор не описанных видов в составе микофлоры России составляет примерно такую же величину. Наиболее микологически неизученной российской территорией является Сибирь. Микологически наиболее богатые (по числу видов) российские регионы — юг Дальнего Востока и Северный Кавказ.

## Характеристика флористических регионов

### Восточно-Азиатское подцарство
Восточно-Азиатское флористическое подцарство (по другой классификации — Восточноазиатская флористическая область) — флористический регион, занимающий российский Дальний Восток. Отличается большим видовым богатством и резким отличием своей флоры от флор соседствующих с ним территорий Средней и Восточной Сибири. Общее число родов сосудистых растений — около 750, при этом около двухсот в других флористических регионах России не представлены, а ещё пятьдесят — едва заходят в соседние российские регионы.

### Древнесредиземноморское подцарство
Территория России, относящаяся к древнесредиземноморскому флористическому подцарству (российская часть Большого Кавказа, а также узкие полосы черноморского побережья в Крыму и Краснодарском крае), является наиболее богатой в стране по числу видов сосудистых растений на единицу площади. Здесь встречается около 4 тысяч видов дикорастущих сосудистых растений, относящихся примерно к 900 родам. Оригинальность флоры, однако, на этой территории несколько меньшая, чем в Восточно-Азиатском подцарстве: растения лишь из 125 родов встречаются в России только здесь.

### Бореальное подцарство
Все российские территории Бореального флористического подцарства относятся к Циркумбореальной флористической области, которая делится на четыре подобласти: Арктическую (около 1400 видов), Степную (около 2000 видов), Евросибирскую, Восточно-Сибирскую.

## История формирования флоры России
Формирование современной флоры в различных регионах России шло одним из двух путей: на Кавказе, Дальнем Востоке — автохтонно (то есть на основе ранее существовавшей флоры, путём видообразования), на других территориях страны — путём миграций видов из других областей в плейстоцене и голоцене.

## Эндемизм
Среди сосудистых растений эндемиками, то есть растениями, встречающимися только на территории Российской Федерации, являются примерно 2700 видов и подвидов, число же эндемичных для России родов очень невелико, их всего 11: род голосеменных Микробиота (Microbiota) и десять родов цветковых растений — Астрокодон (Astrocodon), Бородиния (Borodinia), Городковия (Gorodkovia), Магадания (Magadania), Миякея (Miyakea), Мюленбергелла (Muehlbergella), Поповиокодония (Popoviocodonia), Редовския (Redowskia), Тридактилина (Tridactylina), Эрмания (Ermania).